# Grandes maestros de la pintura chilena
Los grandes maestros de la pintura chilena es un concepto acuñado por el historiador Antonio Romera que agrupa a cuatro importantes pintores chilenos, cuya obra fue determinante en términos de docencia y su influencia se extiende hasta hoy. Estos artistas desarrollaron su labor durante las dos últimas décadas del siglo XIX y las dos primeras del siglo XX.
Fueron alumnos de las primeras generaciones de la Academia de Arte en Chile, los cuatro se perfeccionaron en Francia y fueron a su vez maestros de otros artistas, por lo que enlazan la caída del academicismo con la sensibilidad de las nacientes vanguardias. A pesar de tener marcadas diferencias estéticas, existe una unidad temporal y educacional, por lo que se conocieron entre sí. Los pintores nombrados son Pedro Lira, Juan Francisco González, Alfredo Valenzuela Puelma y Alberto Valenzuela Llanos. Lira y Valenzuela Puelma son de inspiración naturalista, mientras que González y Valenzuela Llanos pertenecen a tendencias más renovadoras. Las obras de estos pintores están en exposición en la mayoría de los museos de arte del país incluyendo: La Casa del Arte en Concepción, el Museo Nacional de Bellas Artes de Santiago, el Palacio de la Moneda, la Biblioteca Nacional de Chile, el Museo Histórico Nacional, entre otros.
Actualmente, existe discrepancia entre algunos autores sobre si faltan artistas a esta nómina; Gaspar e Ivaelic nombran por ejemplo a Alfredo Helsby como parte de este «grupo» de artistas.[cita requerida]
Además, existe una corriente importante de muralistas chilenos del siglo XX, entre los cuales destaca Gregorio de la Fuente, Julio Escámez y José Venturelli.

## Retratos y reseña de pintores

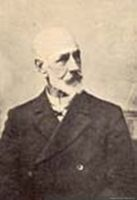
Retrato de Pedro Francisco Lira.
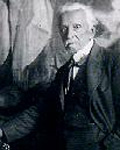
Retrato de Juan Francisco González.
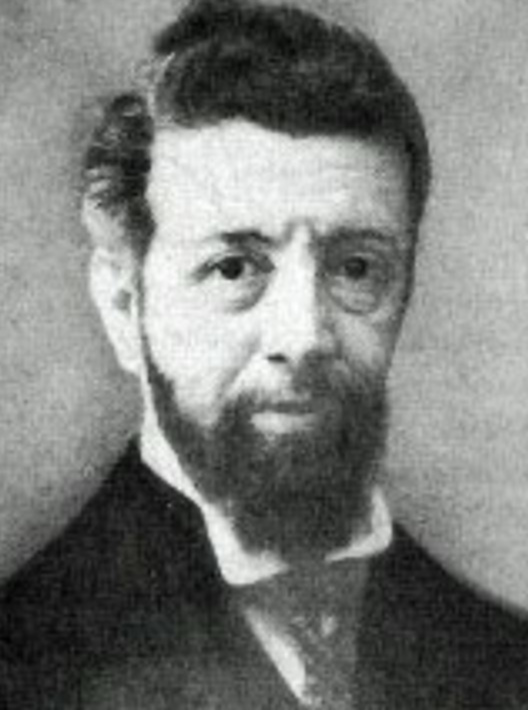
Retrato de Alfredo Valenzuela Puelma.
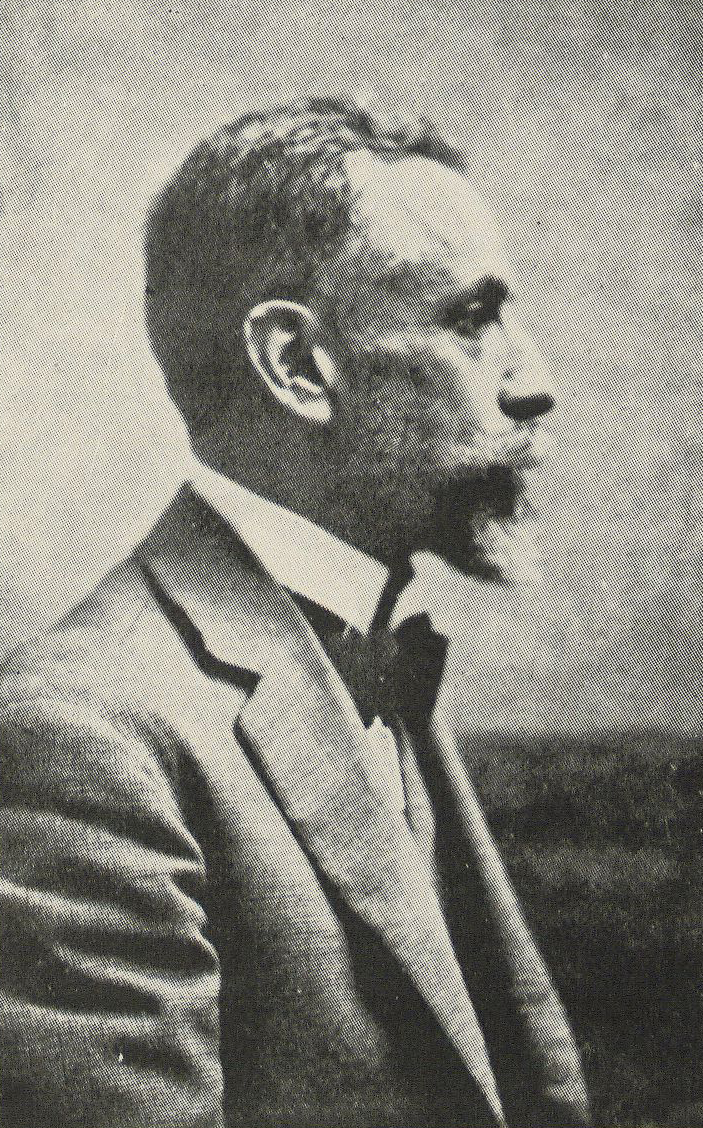
Retrato de Alberto Valenzuela Llanos.

## Pedro Lira
Pedro Lira (1845-1912) fue uno de los pintores chilenos que más influyó en el desarrollo del arte nacional durante el siglo XIX teniendo una amplia preocupación docente. La mayoría de los grandes pintores chilenos de este siglo pasaron por su taller o estudiaron con él en la Academia de pintura. Además trabajo en la misma durante casi 30 años. 
Su lienzo La Fundación de Santiago ganó premios en París y Chile. Su estilo pertenece a una corriente francesa de pintura, sin entrar en el romanticismo, manteniéndose variable aunque siempre académico.

## Juan Francisco González
Juan Francisco González (1853-1933) fue uno de los primeros pintores modernos de Chile. Su trabajo, en el cual ocupó un estilo semejante al impresionismo, terminó modificando la manera de interpretar el arte en el ámbito local. Fue el autor chileno que inspiró a los pintores chilenos del «grupo Montparnasse» y la «generación del trece», ayudando a la creación de la Sociedad Nacional de Bellas Artes que dio premios a importantes artistas nacionales, como Pablo Burchard, Agustín Abarca y Arturo Gordon. De los cuatro maestros fue el que más cuadros realizó, con un estimado de 4000 pinturas, siendo sus obras ampliamente distribuidas en los museos y colecciones particulares de Chile. 
Sus pinturas fueron en contra de la opinión de la Academia chilena y su reconocimiento viene de los jóvenes quienes, durante su enseñanza, lograron apreciar en él las nuevas tendencias modernistas. Sus cuadros, al contrario de los demás maestros, son de formato pequeño y abordan temas más cotidianos.

## Alfredo Valenzuela Puelma
Alfredo Valenzuela Puelma (1856-1909), rival artístico de Lira, dedicó su vida a la pintura logrando alcanzar una perfección única dentro del ámbito artístico chileno. Sus obras ganaron prestigiosos premios en el terreno internacional, en países como  Francia y España. Su obra inició el uso de desnudos dentro de Chile. Sus pinturas tienen un rigor de estudios reconocido, siendo uno de los mejores pintores chilenos en términos pictóricos. 
En vida fue un activo disidente político y no tuvo tanto reconocimiento en su país natal como en Europa. Finalmente su labor fue tomada por otros artistas, tanto por la «generación del trece» como por otros independientes. Murió solo dentro de un manicomio en Villejuif, Francia.

## Alberto Valenzuela Llanos
Alberto Valenzuela Llanos (1869-1925) fue el paisajista del grupo, siendo este el único tema que desarrolló. Sus cuadros tienen la característica de llegar a medir varios metros y ocupar colores muy claros a la moda de los impresionistas franceses, aunque no figuró en este estilo particular. Gustaba retratar los paisajes matutinos de Santiago y los de su ciudad natal San Fernando. Al contrario de los otros tres maestros, Valenzuela Llanos emergió de una familia en decadencia económica y su personalidad contrastaba con los pintores bohemios de la época. 
Reconocido en Francia, el Museo de Orsay mantiene hasta el día de hoy una de sus obras. Murió dejando un legado que reside principalmente en su capacidad para quebrar las leyes de la academia sin ser un opositor de la misma. Sus trabajos actualmente son bien cotizados por su relevancia en el ámbito paisajista nacional.

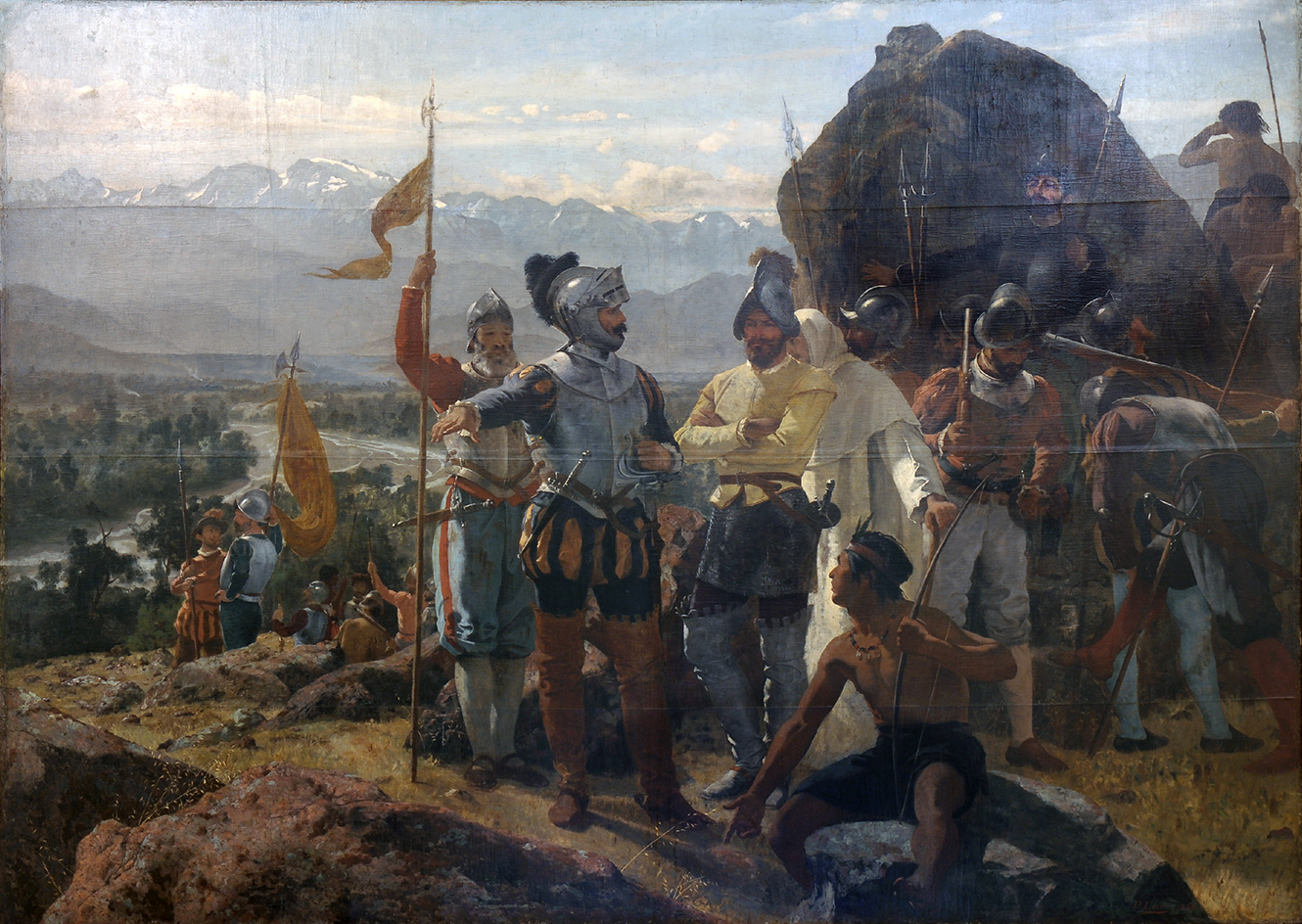
"Fundación de Santiago" por Pedro Lira.
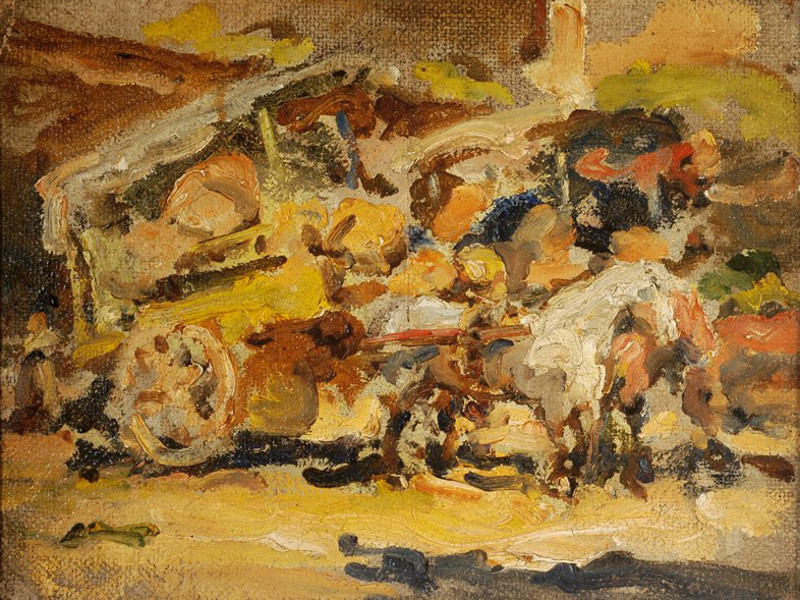
"Carreteras en la Vega" por Juan Francisco González.
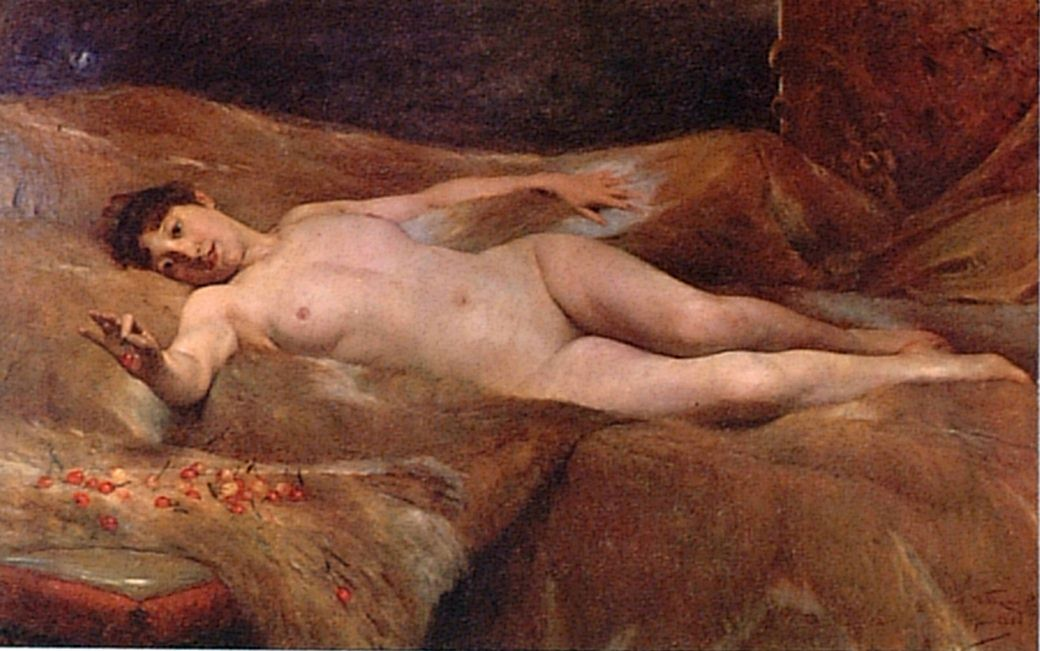
"Ninfa de las Cerezas" por Valenzuela Puelma.
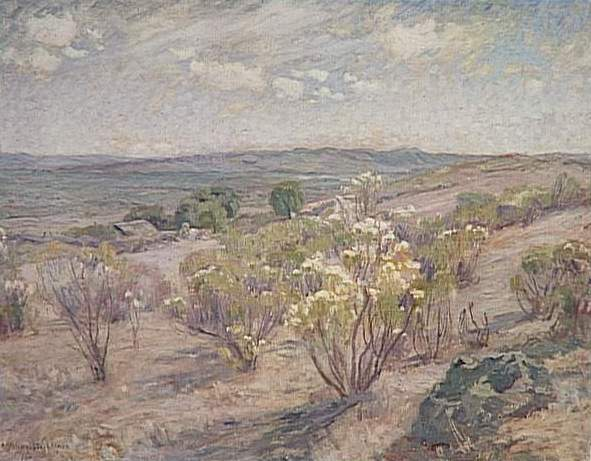
"Arbrisseaux en fleurs" por Valenzuela Llanos (Museo de Orsay).